# Dicranomyia pudicoides
Dicranomyia pudicoides là một loài ruồi trong họ Limoniidae. Chúng phân bố ở miền Tân bắc.